# Bremer Basketball-Verband
Der Bremer Basketball-Verband e. V. (BBV) war die Vereinigung der Basketballvereine beziehungsweise Sportvereine mit Basketball-Abteilungen im Bundesland Bremen.

## Entwicklung
Die Gründung des Verbandes erfolgte am 5. Oktober 1955. Von 1955 bis 1963 war Paul G. Pätzel Verbandsvorsitzender, später hatten Helmut Scholz (1973 bis 1970), Christoph Klarholz (1970 bis 1981) und Gerd Harms (ab 1981) das Amt des Vorsitzenden inne.
Mit Stand August 2009 verfügte der Bremer Basketball-Verband über 1542 Mitglieder.
Bis 2014 führte Andreas Messer den Verband als Vorsitzender und wurde dann von Ulrich Mix abgelöst. Mix legte sein Amt im November 2016 aus persönlichen Gründen nieder, im Mai 2017 wurde die bisherige Vizepräsidentin Kim Dauber neue BBV-Vorsitzende.
Ehrenpräsident des BBV war der 1996 verstorbene Gerd Harms, als Ehrenmitglied wurde Paul G. Pätzel (ebenfalls † 1996) geführt. Zum 1. Januar 2019 erfolgte der Zusammenschluss des BBV mit dem Niedersächsischen Basketballverband (NBV). Bremen wurde eine Region innerhalb des NBV, der Bremer Basketball-Verband löste sich am 4. November 2021 auf.